# Стефан Гъдуларов
Стефан Стефанов Гъдуларов е български актьор и режисьор.

## Биография
Кариерата му започва като любител в Народния театър (1914 – 1918). По-късно започва работа в Плевенския театър, Нов народен театър, Свободен театър. Между 1922 и 1932 живее във Франция, където основава театър „Гаминало“. Изявява се като актьор и режисьор е в театрите „Мара Тотева“, Варненския театър, Пловдивския театър, Русенския театър, Шуменския общински театър, Габровския общински театър, Театъра на българската армия и в Градски театър – Монтана.

## Телевизионен театър
- „Новият“ (1967) (Марек Домански)

## Филмография
- На всеки километър (1969-1971), (26 серии)
- С пагоните на дявола (5-сер. тв, 1967) – полковник Крумов (в 3 серии: I, II, IV)
- Крадецът на праскови (1964) – старият войник
- Инспекторът и нощта (1963) – адвокат Димов
- Двама под небето (1962) – Ореховски
- Малката (1958) – Енчо Сокеров, книжарят
- Хайдушка клетва (1957) - майстор Ибрахим
- Тайната вечеря на Седмаците (1957) – Кадровик
- Екипажът на „Надежда“ (1956) – Андро Сандев